# آکچیم
آکچیم (به لاتین: Akchim) یک رود در روسیه است که در سرزمین پرم واقع شده‌است.